# Зеленогорськ (Моркинський район)
Зеленого́рськ (рос. Зеленогорск, марій. Зеленогорск) — селище у складі Моркинського району Марій Ел, Росія. Адміністративний центр та єдиний населений пункт Зеленогорського сільського поселення.

## Населення
Населення — 1062 особи (2010; 1174 у 2002).
Національний склад (станом на 2002 рік):
- марі — 54 %